# 비양도 (우도면)
비양도는 제주특별자치도 제주시 우도면 조일리에 딸린 섬으로 우도의 부속도서다. 한림읍 비양도와 구분해 우도 비양도라고도 불린다